# Aiea
Aiea (ʻAiea in lingua hawaiana) è un census-designated place (CDP) degli Stati Uniti d'America, situato nello stato delle Hawaii, nella contea di Honolulu.